# Kubrat (ort i Bulgarien)
Kubrat (bulgariska: Кубрат) är en ort i Bulgarien.   Den ligger i kommunen Obsjtina Kubrat och regionen Razgrad, i den nordöstra delen av landet, 280 km öster om huvudstaden Sofia. Kubrat ligger 231 meter över havet och antalet invånare är 8 980.
Terrängen runt Kubrat är huvudsakligen platt. Kubrat ligger uppe på en höjd. Kubrat är det största samhället i trakten.
Trakten runt Kubrat består till största delen av jordbruksmark. Runt Kubrat är det ganska tätbefolkat, med 58 invånare per kvadratkilometer.